# オシップ・マンデリシュターム

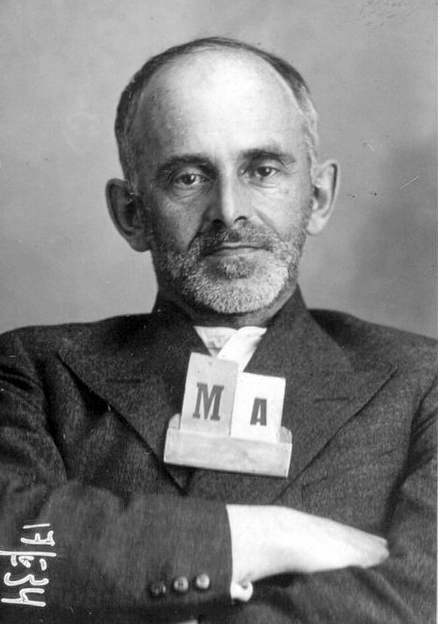
マンデリシュターム（1934年、最初の逮捕時のマグショット）

オシップ・エミリエヴィチ・マンデリシュターム（ロシア語: О́сип Эми́льевич Мандельшта́м、1891年1月15日 - 1938年12月27日）は、 ポーランド出身のロシアのユダヤ系詩人、エッセイスト。名はオーシプ、姓はマンデリシタームとも書かれる。

## 生涯
ロシア帝国領ワルシャワのユダヤ人の裕福な鞣し皮商人の家に生まれ、母も教養人であった。翌年ロシアのサンクトペテルブルクへ移住。幼いときからユダヤ教の律法師（ラビ）になるための教育を受けさせられ、世俗的な本を読むことを禁止されていた。1900年にヴラジミール・ナボコフを卒業生として数える高名なテニシェフスキー学校(ru)へ入学し、1905年には生家を出てベルリンの律法学校に入り、そこで18世紀の哲学書に親しんだ。1907年には、最初の詩を学校の回覧雑誌に掲載している。1908年4月に哲学と文学を学ぶためにソルボンヌ大学へ留学し、象徴主義の影響を受けている。次の年にそこをやめてハイデルベルク大学へ行き古代フランス語を学び、1911年にはペテルブルク大学のローマ・ゲルマン学科に籍を置いているが、ギリシア文学の試験に失敗して卒業できなかったという。マンデリシュタームはついに高等教育を終えることはなかった。キリスト教に改宗するのもこの年である。
1909年に発刊されたアクメイストの機関誌『アポロン』（Apollon）の指導者、ニコライ・グミリョフとセルゲイ・ゴロデツキーに出会ったのが、やはり1911年のことである。結成されたばかりのアクメイストのサークル「詩人の職場 Цех Поэтов」に加わり、1912年頃にマンデリシュタームはサークルの宣言文として『アクメイズムの朝』という論文を書いた。1913年に第一詩集『石 Камень』を自費出版する（1916年に増補改訂）。アクメイズムは、神秘的な表現を排し、現実を重視して分かりやすい言語で表現した詩であり、知識階級から庶民まで広く支持され、同僚の詩人アンナ・アフマートヴァとともにアクメイズム活動の中心を担った。
1917年からのロシア革命に際して、どのような態度をとったかは知られていない。ただ、1919年のメンシェヴィキ支配下のグルジアで、ボルシェヴィキのスパイであるという容疑で逮捕されたことがあるとイリヤ・エレンブルクが伝えている。1922年に結婚したばかりの妻ナジェージダをつれてモスクワに到着する。この年に第二詩集『トリスチア Tristia』がベルリンで出版された。それから数年はエッセイ・文学批評・小散文（『エジプトの切手 Египетская марка』など）に専念しほとんど詩を書かなかった。二つの回想録『時のざわめき Шум времени』・『フェオドーシア Feodosia』は1925年に発表されている。生活を支えるために新聞の通信員となり、翻訳をして6年間に19冊を出版させた。エッセイ、詩論、自伝的散文でも才能を発揮し、1928年に詩集、散文集、詩論集を出版した。
1928年以後単行本の出版はなくなるが、これはマンデリシュタームへの攻撃が始まり、反革命的であるとみなされたからである。1933年に雑誌『星』に掲載された『アルメニア紀行』を最後として、彼は読者の前から姿を消す。不服従の精神が1933年の秋に書かせた有名な『スターリン・エピグラム』の一節で、マンデリシュタームは「私たちは足下に大地を感じずに生きている…"Мы живем, под собою не чуя страны..."」といい、「クレムリンの登山家たち」を非難し、スターリンがクラークを根絶するために執行した集団化とその結果としての大飢饉を「16の死刑宣告」と呼んだ。1934年5月13日にマンデリシュタームは逮捕され、3年の流刑判決が下された。アンナ・アフマートヴァの証言によると、直接の訴因は1931年に書かれた『狼』という詩が反政府活動と見なされたことにあった。
流刑地はヴォルガ川支流のカマ川上流にある小さな町のチェルドゥイニ（Cherdyn）だったが、妻が党中央委員会に打電しスターリン自身が事件の再検を命じ、マンデリシュタームが選んだ場所ヴォローネジに移ることができた。後の作家たちの運命にくらべると、このスターリンの寛大な措置は歴史家にとって謎のままとどまるだろう。ヴォローネジからモスクワの自宅へ帰還したのが1937年5月で、その後翌1938年5月に再逮捕された。4ヶ月後に重労働5年を宣告され、流刑の中継地ウラジオストク近郊のフタラヤ・レチカ一時収容所（中継ラーゲリ）で妻へ衣服を送るよう頼んだ手紙を託すことができたが、直後に亡くなったといわれる。病名はチフスとされ、他の犠牲者と共に一時収容所付近に埋められた（集団墓地）。その場所は現在では不明となっている。
1956年、ニキータ・フルシチョフによる雪解けを受け、1938年の罪状について無罪が宣告された。さらに、1987年10月28日には、ミハイル・ゴルバチョフにより1934年の罪状についても無罪宣告され、マンデリシュタームは完全に名誉回復された。
1977年にニコライ・チェルヌイフにより発見された小惑星には、（3461）マンデリシュタームと命名されている。

## 代表作

### 詩集
- 石（1913年）
  - 『石』早川真理訳、群像社、1998年。ISBN　978-4-905821-45-8
- トリスチア（1922年）
  - 『トリスチア　悲しみの歌』早川真理訳、群像社、2003年。ISBN　978-4-905821-62-5

### 散文
- 時のざわめき（1925年）
  - 『時のざわめき』安井侑子訳、中央公論社、1976年。
- エジプトのスタンプ（1928年）
- アルメニアへの旅（1933年）

### 詩論
- ダンテについて（1933年[1]）

### 日本語訳
- 『言葉と文化：ポエジーをめぐって』斉藤毅訳、水声社、1999年。ISBN　978-4-89176-384-8

## 評価
初期は象徴主義の影響下にあったが、1913年刊行の詩集『石』により、象徴主義から離れた新しいアクメイズムの代表者として高く評価される。その後も、パウル・ツェラン、ヨシフ・ブロツキー、シェイマス・ヒーニーなど多くの20世紀の詩人に影響を与えている。エッセイ『対話者について』において語られた、詩は遭難の危機に臨んだ航海者が海に投じる投瓶通信のようなものだという喩えは、ツェランのブレーメン文学賞受賞講演において引用された。ソ連では1960年代からいくつかの詩が掲載されるようになったが、公式に復権されたのは1967年の『簡約文学百科』第4巻からで、そこには「不当に弾圧され」「死後復権された」とある。

## 参考
- Анатолий Ливри ru:Ливри, Анатолий Владимирович, "Мандельштам в пещере Заратустры", - в Вестнике Университета Российской Академии Образования, ВАК, 1 – 2014, Москва, с. 9 – 21. http://anatoly-livry.e-monsite.com/medias/files/mandelstam-livry026.pdf Копия на Nietzsche.ru : http://www.nietzsche.ru/influence/literatur/livri/mandelstam/. Version française : Nietzscheforschung, Berlin, Humboldt-Universität, 2013, Band 20, S. 313-324 : http://www.degruyter.com/view/j/nifo.2013.20.issue-1/nifo.2013.20.1.313/nifo.2013.20.1.313.xml*
- ナジェージダ・マンデリシュターム, Hope against Hope, ISBN 1860466354
- ナジェージダ・マンデリシュターム, Hope Abandoned, ISBN 0689105495
- ロシア沿海地方の歴史（ロシア沿海地方高校歴史教科書）